# Dzjankoj

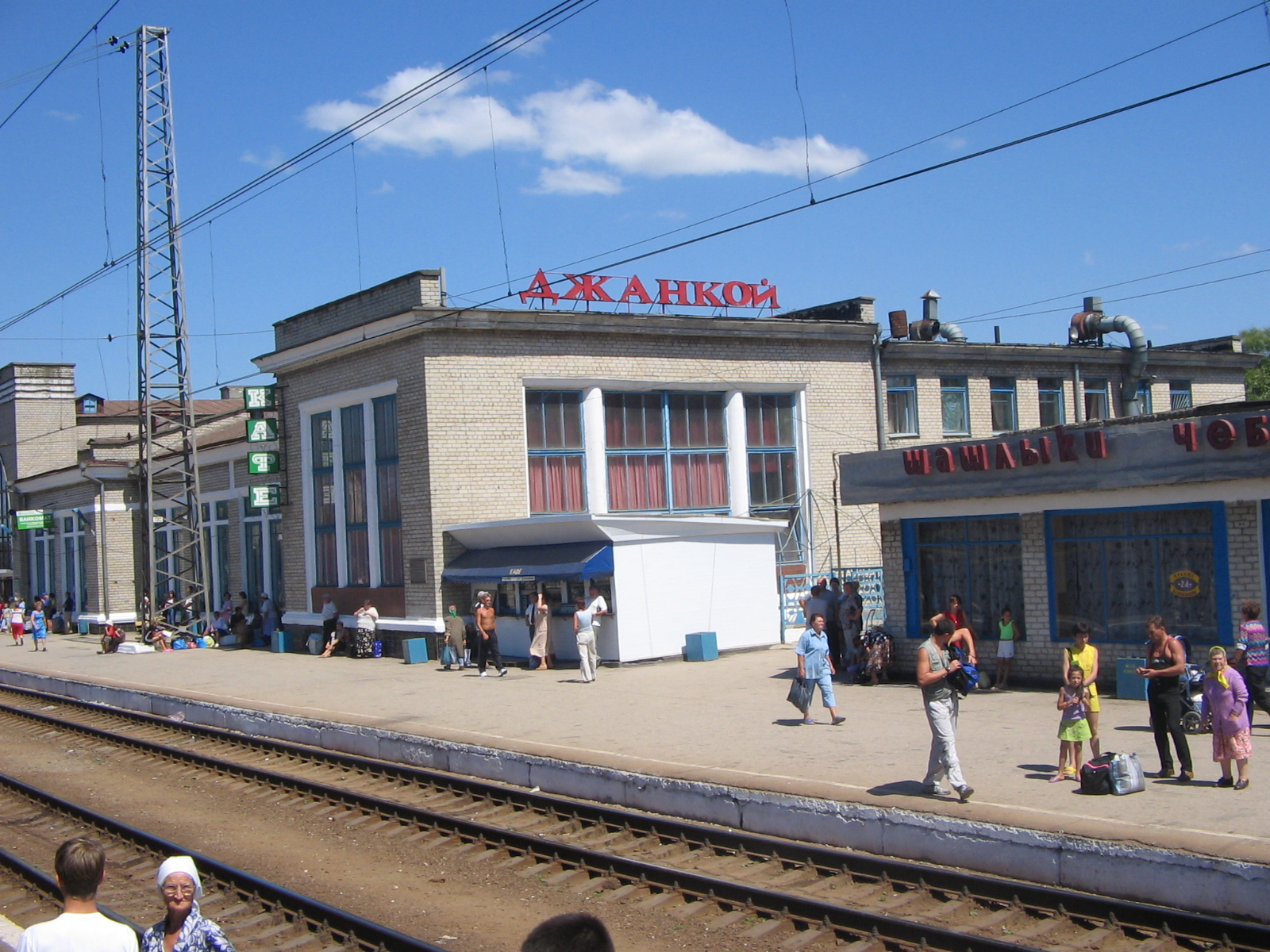
Järnvägsstationen i Dzjankoj.

Dzjankoj (ukrainska: Джанкой uttal (fil); ryska: Джанкой; krimtatariska: Canköy) är en stad i den norra delen av Krim. Staden ligger under republikens Krims direkta administration, och är administrativ huvudort för (men ingår inte i) omgivande Dzjankoj rajon. Folkmängden uppgick till 36 458 invånare i början av 2012. Staden ligger nära Norra Krimkanalen, omkring 93 kilometer från Krims huvudstad Simferopol. Två järnvägslinjer, Melitopol-Sevastopol och Armjansk-Kertj, går igenom Dzjankoj och gör den till en knutpunkt. Bland näringar märks tillverkning av bilar, armerad betong, tyg och kött.

## Historia
Dzjankoj omnämndes första gången år 1784. Då järnvägen till Feodosija byggts upplevde staden ett uppsving. År 1926 fick Dzjankoj stadsrättigheter.

## Demografi
| År             | Invånare |
| -------------- | -------- |
| 1805           | 173      |
| 1926           | 8 300    |
| 1939           | 19 581   |
| 1970           | 43 459   |
| 1989           | 53 464   |
| 2001           | 43 343   |
| 1 januari 2012 | 36 458   |

## Klimat
Dzjankojs klimat är oftast varmt under sommaren och milt under vintern. Genomsnittstemperaturen är -1,8°C i januari och +23,3°C i juli. 